# Partito comunista
Un partito comunista è un partito politico che ha come scopo il superamento dell'attuale società capitalista e la costruzione di una società socialista.
Le vicende legate al termine "comunismo" riflettono il pensiero di diversi filosofi e la pratica di alcuni movimenti (a partire dal principio della comunione dei beni in età antica fino a L'Utopia di Tommaso Moro, 1516, e La città del sole di Campanella, 1602), precoci anticipatori, così come di altri collettivamente definiti socialisti come Pierre-Joseph Proudhon. Per tutto il XIX secolo le parole socialismo e comunismo sarebbero state interscambiabili.
La distinzione, peraltro anche terminologicamente autodefinita dal massimo esponente di una delle due "correnti", Karl Marx, e quindi valida dal Manifesto comunista del 1848, tra un socialismo utopico soprattutto francese (Henri de Saint-Simon, Charles Fourier) e inglese (Robert Owen) e il socialismo scientifico di Karl Marx e Friedrich Engels, in realtà poi scindibili, secondo analisi non marxiste del comunismo, in molti più movimenti e interpretazioni, spesso piuttosto contrapposti nella pratica politica, non è universalmente riconosciuta dall'analisi non marxista. I movimenti libertari come il socialismo libertario, l'anarco-comunismo e simili idee e moti di matrice anarchica sono esempi di modalità per perseguire il comunismo prescindendo o superando l'analisi marxista, che dalla seconda metà del XIX secolo si vennero a formare in molte parti del mondo, in genere a partire dall'Europa.

## Origini e contrapposizioni
Con la sistemazione di una teoria politica scientifica, col definitivo superamento della fase utopistica, in età moderna, insieme all'emergere di condizioni storiche rivoluzionarie rispetto al passato, vediamo l'affermarsi di una prassi politica avente come fine obbiettivi concreti, unitamente all'uscita del Manifesto del Partito Comunista redatto da Marx ed Engels, 1848, e l'emergere di un movimento storico consapevole.

### Socialismo anarchico e socialismo marxista
In seno al movimento internazionale dei lavoratori le prime forti contrapposizioni si vedono nascere nella seconda metà del 1800 tra comunismo anarchico e comunismo marxista, nell'ambito della Prima Internazionale. La scissione dei comunisti anarchici, ed il loro incamminarsi su una diversa prospettiva politica porterà alla nascita della Seconda Internazionale, questa di ispirazione prevalentemente marxista. La fine della Comune di Parigi nel 1871, i sempre più frequenti scontri ideologici tra Karl Marx e Michail Bakunin, separeranno nel 1873 le due principali vie per perseguire il comunismo.
L'analisi del modo di produzione capitalistico, dei rapporti di classe portava quello che nell'analisi marxista vien definito movimento reale a postulare come unica via possibile la presa del potere e la trasformazione rivoluzionaria della società operata da quello che Amadeo Bordiga definisce l'"organo rivoluzionario", cioè il partito comunista - o l'intellettuale collettivo nella visione gradualistico-riformista di Antonio Gramsci. 
Tutti i mezzi di produzione sarebbero dovuti essere socializzati e posti sotto il controllo dei lavoratori.
Al metodo e all'analisi di Marx fecero quindi riferimento le organizzazioni e i partiti della Seconda Internazionale che pure si definirono socialisti. Questi ultimi senza rappresentare le istanze storiche comuniste, lottarono per uno sviluppo in senso esclusivamente democratico dei paesi in cui operavano, determinando un miglioramento delle condizioni di vita dei ceti proletari.

### Socialismo e comunismo di matrice marxista
La contrapposizione tra socialisti e comunisti invece nasce a partire dal 1903, quando Lenin cominciò ad organizzare la frazione bolscevica del Partito Operaio Socialdemocratico Russo. Questa frazione nel novembre del 1917 contribuì alla fine definitiva del regime zarista, divenendo portatrice delle istanze operaie e contadine nonché avanguardia della rivoluzione comunista avente per mezzo i soviet (consiglio), cioè i consigli operai e contadini. Le vicende successive, che videro l'insorgere di una sanguinosa guerra civile e l'affermarsi di un processo d'industrializzazione dagli immani costi umani e sociali, preparavano però le premesse, seppure non necessarie, per una svolta tragica nella storia della grande Rivoluzione del '17.

## Partiti comunisti d’ispirazionesovietica
Mentre in Unione Sovietica il Partito Comunista (PCUS) finì saldamente concentrato nelle mani di Stalin, in Occidente, anche su sollecitazione della diplomazia sovietica, tutta una serie di partiti comunisti riuniti nella Terza Internazionale avviava un processo di "bolscevizzazione", di subordinazione alle politiche dello stato sovietico. Nel secondo dopoguerra mondiale, calata la cortina di ferro, i partiti comunisti dell'Europa orientale furono sempre più accentrati nell'orbita imperialistica dell'URSS e ne esercitarono il potere in funzione vicaria, mentre quelli occidentali, soprattutto a partire dagli anni cinquanta-sessanta, si resero protagonisti delle grandi lotte sociali unitamente allo sviluppo di posizioni sempre più autonome (come Enrico Berlinguer con l'eurocomunismo).
Nei Paesi del terzo mondo i partiti comunisti erano l'espressione della lotta anti-colonialista (uno per tutti il Vietnam) o, come strumento di secondi fini, è il caso della Cina, mezzo per il superamento del ritardo nel processo di modernizzazione e industrializzazione. In Occidente, invece, la sempre maggiore reticenza nell'elaborazione teorica e la mancata, netta denuncia delle violenze, nonché della negazione di quel progetto umano e politico all'interno dei Paesi del blocco socialista, portarono ad un progressivo distacco dei partiti comunisti, sempre più involventi in classi dirigenti autonome, dalla realtà di chi avrebbe dovuto limitarsi ad essere rappresentato nei parlamenti, all'interno dell'alternanza democratica di governo. Vietnam, Corea del Nord, Cina, Cuba, Laos sono i Paesi in cui è attualmente alla guida un partito comunista, oggi perlopiù determinato nella realizzazione di prospettive nazionali di sviluppo.

## Stati europei dove i partiti comunisti sono stati dichiarati fuorilegge
In molti Paesi europei ex appartenenti al blocco sovietico (di cui 9 sono attualmente membri dell'Unione europea) è stata vietata per legge costituzionale, in Carta Costituzionale, l’organizzazione di partiti comunisti con introduzione pure del reato di apologia del comunismo:
1. Estonia
2. Lettonia
3. Lituania: commette reato chiunque neghi o approvi i crimini commessi dall'Unione Sovietica e dalla Germania nazista.
4. Bulgaria: nella legge bulgara (approvata con 126 voti a favore e 5 contrari) si evidenzia il "carattere criminale dell'ideologia comunista giunta al potere con l'aiuto di una forza straniera, le truppe sovietiche, in violazione della Costituzione", rilevando come il socialismo reale, al potere dal 1944 al 1989, "ha condotto il Paese ad una catastrofe nazionale".
5. Romania

Il reato di apologia del comunismo e dei suoi simboli è previsto nei seguenti Stati:
1. Polonia: il 25 settembre 2009, il Parlamento polacco ha approvato un emendamento al Codice Penale, quasi all'unanimità, che vieta la produzione, distribuzione, vendita, o possesso, in stampa o in registrazione, di tutto ciò che possa rappresentare simboli fascisti, comunisti o un qualsiasi altro tipo di simbolo totalitarista, anche tramite Internet. Le pene arrivano fino a 2 anni di reclusione.
2. Rep. Ceca: dal 1º gennaio 2010, il codice penale della Repubblica Ceca, così come in Slovacchia, prevede la pena detentiva da 6 mesi e 3 anni per chiunque neghi, metta in dubbio, approvi o giustifichi i crimini dei regimi comunisti e nazionalsocialisti.
3. Slovacchia: in Slovacchia esisteva già la L. 125/1996 "Sull'immoralità e l'illegittimità del sistema comunista"; dal 1º settembre 2011 nel codice penale slovacco sono state introdotte disposizioni in base alle quali è passibile di pena detentiva da 6 mesi e 3 anni per chiunque neghi, metta in dubbio, approvi o giustifichi i crimini dei regimi comunisti e nazionalsocialisti.
4. Ungheria: dal 24 luglio 2010, commette reato chiunque neghi, metta in dubbio o minimizzi in pubblico i crimini commessi contro la popolazione dal regime comunista; dal 1º gennaio 2013 è vietato l'uso pubblico di denominazioni legate ai regimi autoritari del XX secolo ricomprendenti il regime fascista guidato da Ferenc Szálasi (1944-1945) e il periodo comunista (1948-1990). In particolare, è fatto divieto di utilizzare "il nome delle persone che hanno giocato un ruolo di primo piano nella fondazione, sviluppo o mantenimento di regimi politici autoritari del XX secolo, o parole ed espressioni o nomi di organizzazioni che possono essere direttamente collegate ai regimi politici autoritari del XX secolo".
5. Georgia: nell'aprile 2014 il governo ha approvato la messa al bando dei simboli comunisti.
6. Ucraina: nell'aprile 2015 il parlamento ucraino ha approvato a larga maggioranza (254 a favore su 307 presenti) il progetto di legge del governo che mette sullo stesso piano comunismo e nazismo vietando i loro simboli, la loro propaganda e la negazione del loro carattere criminale. Le pene previste arrivano fino a 5 anni di reclusione.

Sono state fatte, inoltre, proposte per rendere i partiti comunisti fuorilegge in Moldavia.
In Svizzera il Partito Comunista è stato dichiarato fuorilegge dal 1940 al 2007.